# Oolith

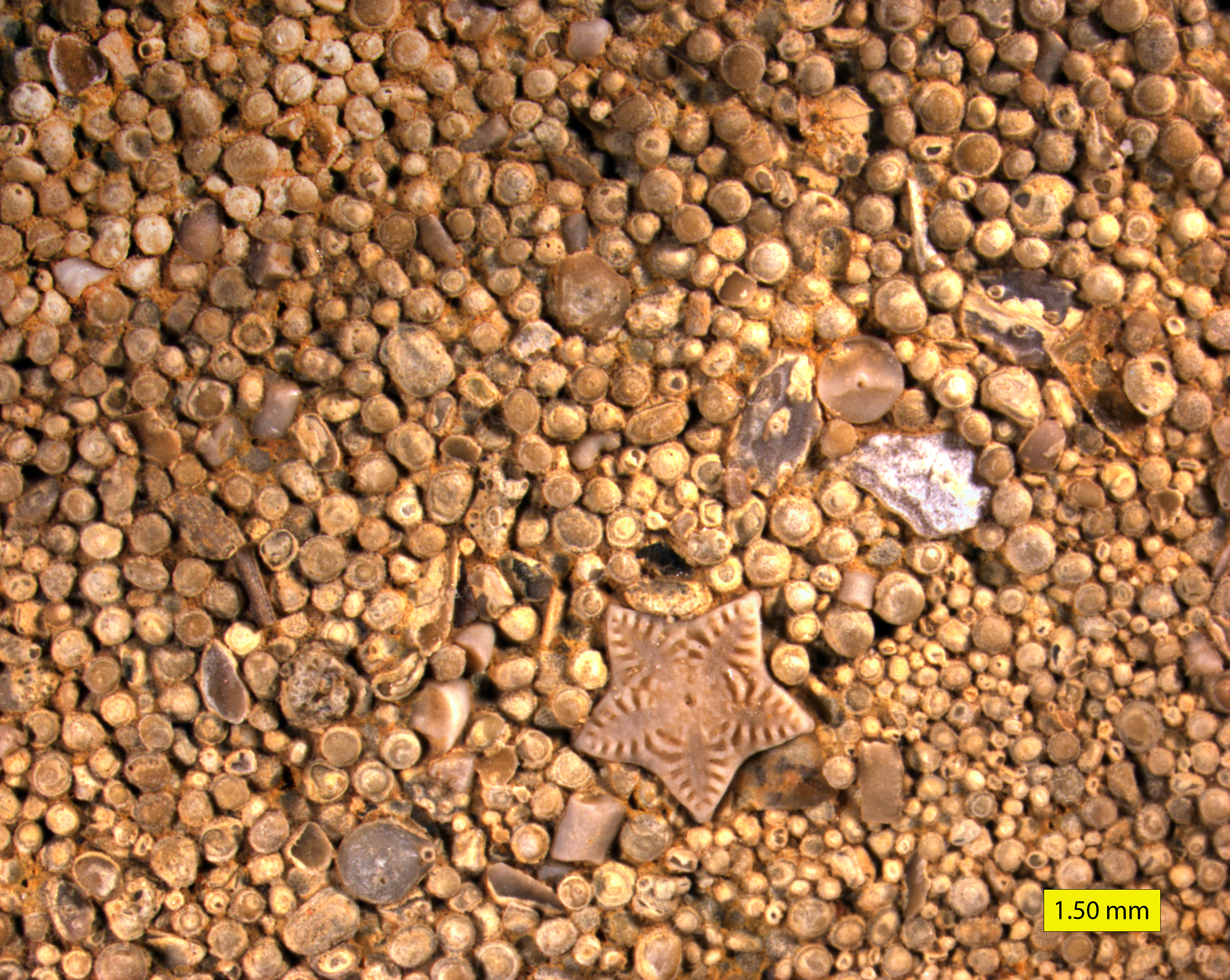
Nahaufnahme eines crionid-führenden Ooliths aus der mitteljurassischen Carmel-Formation in Utah (USA)

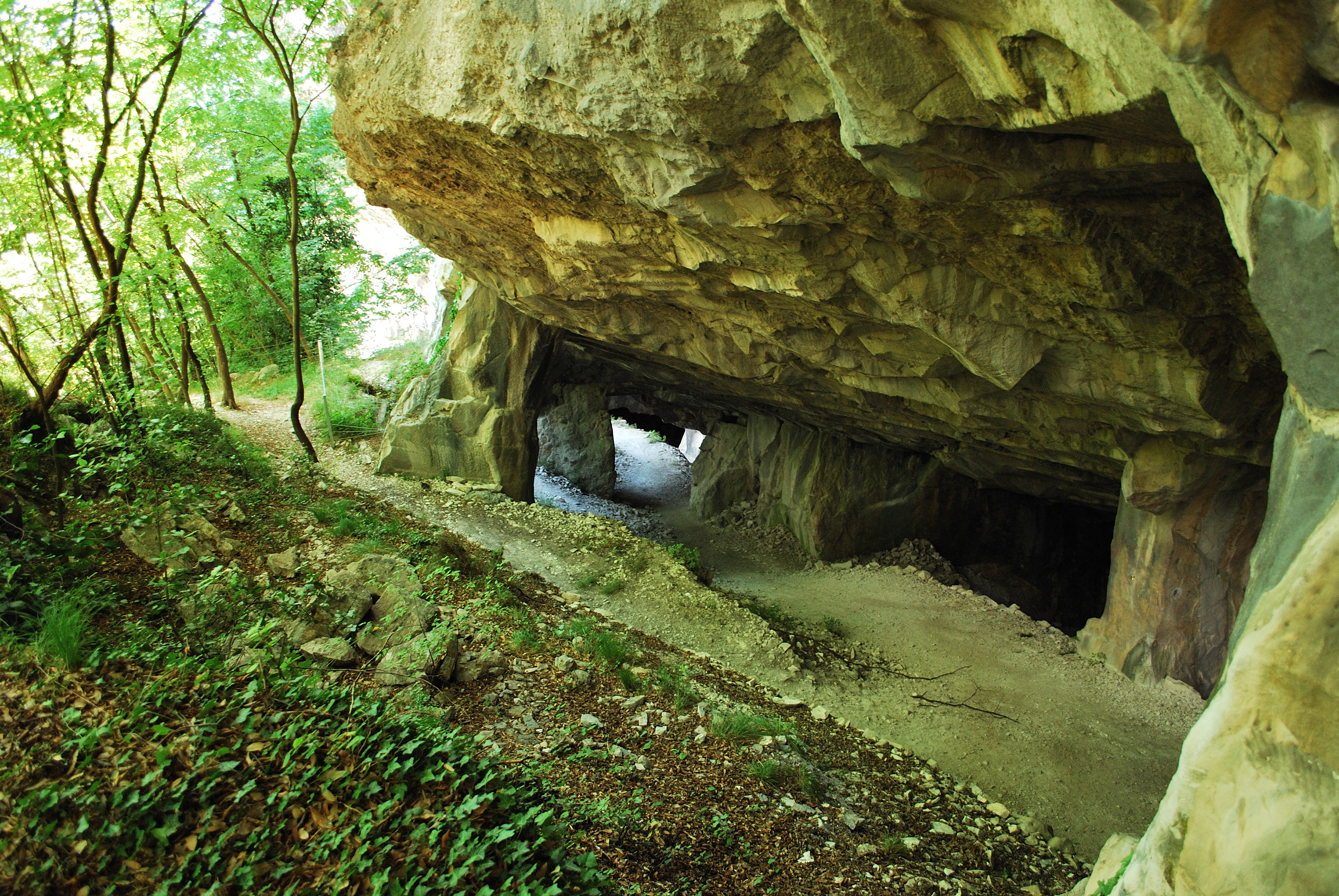
Oolith-Steinbruch bei Arco (Trentino)

Oolith (Eierstein, aus griech. ᾠόν oon, „Ei“ und λίθος lithos, „Stein“) ist ein Sedimentgestein, das aus kleinen Mineralkügelchen (Ooiden) besteht, die durch ein kalkiges oder toniges Bindemittel verkittet sind. Die Ooide bestehen vorwiegend aus Kalk (Calcit oder Aragonit: Rogenstein, Erbsenstein), Eisenhydroxid (Eisenoolith) oder Kieselsäure (Kieseloolith, meist verkieselte Kalkoolithe). Sie haben in der Regel einen Durchmesser von 0,5 bis 2 Millimeter.

## Entstehung
Ooide entstehen in warmem, kalkübersättigtem Wasser mit starker Wellenbewegung. Ausgangspunkt sind kleine Partikel wie z. B. Sandkörner oder Fragmente von Muschelschalen, die durch die Wellenbewegung in der Schwebe gehalten werden (Suspension). Sie bilden Kristallisationskeime, an denen sich Kalk in konzentrischen Schalen oder in Form von radial-faserigen Calcitkristallen ablagert. Sind diese Ooide zu schwer geworden, so sinken sie auf den Meeresgrund und bilden eine Sedimentschicht, in der sie durch Wasserbewegung gerollt werden. Oolith entsteht durch die Verfestigung dieser Sedimentschicht zu Gestein (Diagenese).

## Vorkommen
Oolith bzw. Rogenstein ist namensgebend für verschiedene Gesteinsformationen, beispielsweise für die jurassischen Formationen Korallenoolith, Murchisonae-Oolith und Hauptrogenstein sowie die Natursteinsorte Braunschweiger Rogenstein aus dem Unteren Buntsandstein (Untertrias).

## Verwendung
Eine der bekanntesten Kunstwerke aus einem Oolith ist die etwa 29.500 Jahre alte und 11 cm große Statue der Venus von Willendorf, die 1908 bei Bauarbeiten in der Wachau gefunden wurde.